# Aerojet Rocketdyne
La Aerojet Rocketdyne è un costruttore statunitense di motori a razzo e sistemi di propulsione missilistici.  Basata a Sacramento in California, la compagnia è di proprietà della GenCorp ed è il risultato della fusione avvenuta nel 2013 tra la Aerojet (già posseduta dalla GenCorp) e la Pratt & Whitney Rocketdyne acquisita dalla Pratt & Whitney.

## Prodotti

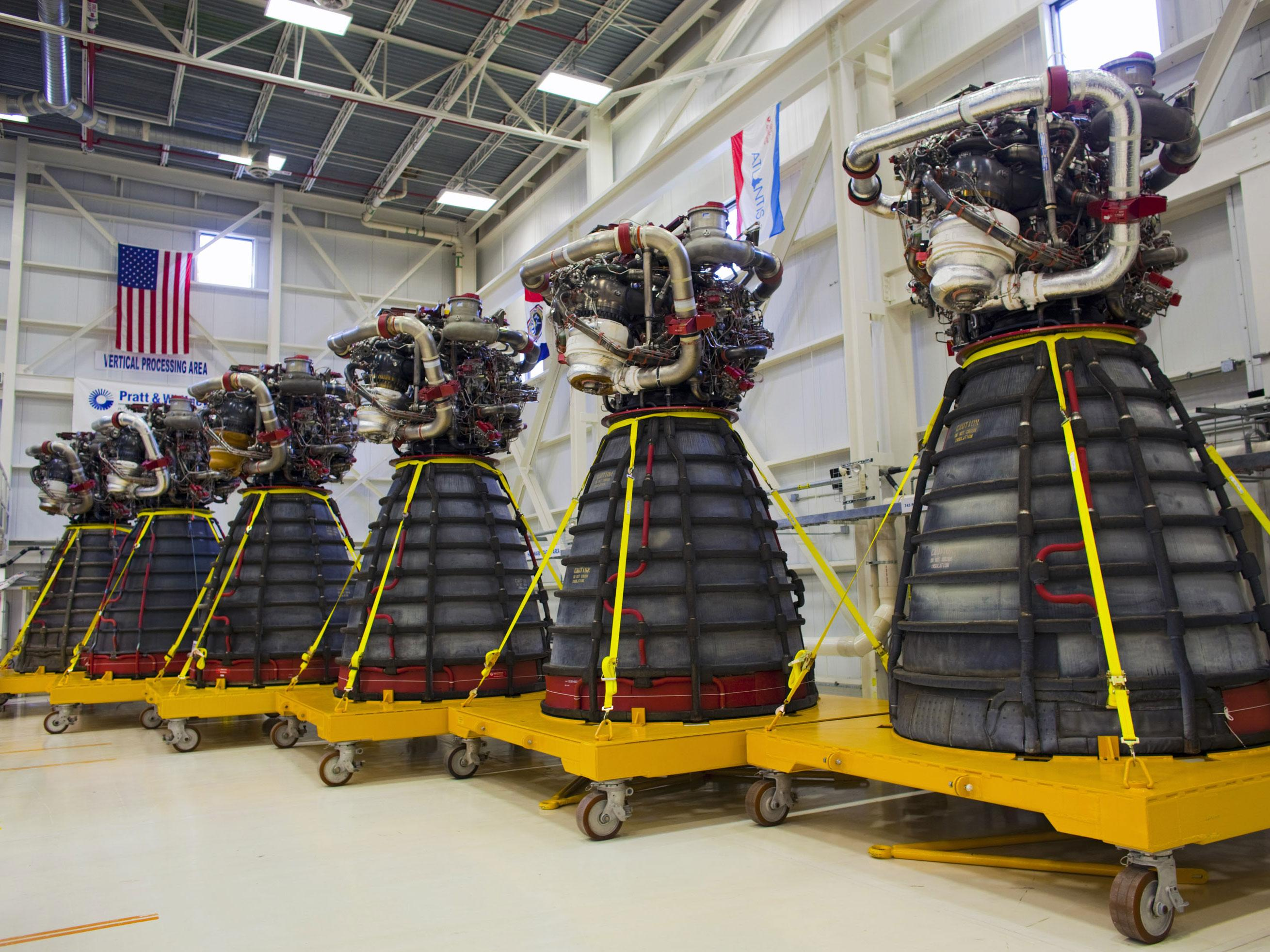
Motori RS-25 per lo Space Shuttle.

### Motorizzazioni in produzione/uso
- RS-25 (LH2/LOX) motore principale riutilizzabile per lo Space Shuttle. È previsto l'impiego a perdere dei motori ancora esistenti sul primo stadio dello Space Launch System fino allo sviluppo di una successiva versione (RS-25E) non riutilizzabile.
- RL10 (LH2/LOX) Sviluppato dalla Pratt & Whitney e attualmente in uso per l'ultimo stadio del Delta IV, del Centaur e dell'Atlas V. Fu usato in passato per l'ultimo stadio dei Titan, del Saturn I, e sul razzo vettore ad atterraggio verticale Delta Clipper. Era stato proposto come propulsore principale del veicolo per allunaggio Altair.
- RS-68 (LH2/LOX) Motore per il primo stadio del Delta IV.
- J-2X (LH2/LOX) in sviluppo per l'Earth Departure Stage all'interno del programma Space Launch System.
- Baby Banton (cherosene/LOX) Nel giugno 2014, la Aerojet Rocketdyne ha annunciato la costruzione e la prova al banco di un motore da 5 000 libbre di spinta interamente prodotto con un processo di stampa 3D.[3]
- AJ-26 (cherosene/LOX) Motore NK-33 modificato e prodotto sotto licenza impiegato per il primo stadio del vettore Antares.

### Motorizzazioni superate
- SJ61 (JP-7/aria) un motore a ciclo combinato ramjet/scramjet installato sul dimostratore ipersonico Boeing X-51.
- AJ-10 (A-50/N2O4) Motore per il secondo stadio del Delta II.

### Motorizzazioni proposte

#### AR-1
L'AR-1 è un motore a razzo a cherosene/ossigeno liquido da 50 000 libbre di spinta proposto dalla Aerojet Rocketdyne nel 2014 al governo degli Stati Uniti ad un costo stimato di 25 milioni per coppia di motori e un miliardo di dollari per l'intero programma di sviluppo.